# Team NetApp-Endura/2014

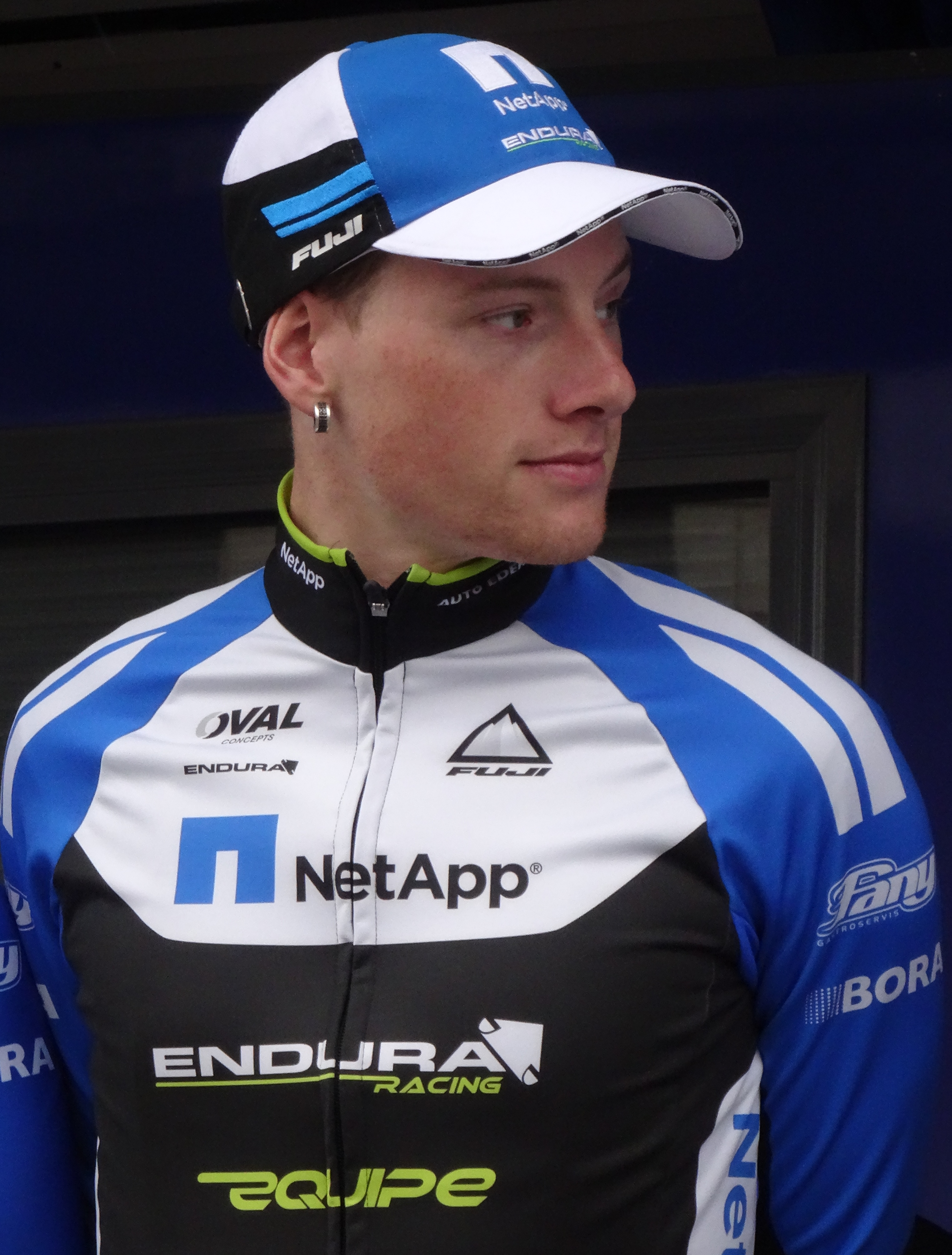
Sam Bennett

Deze pagina geeft een overzicht van de Team NetApp-Endura-wielerploeg in 2014.

## Algemene gegevens
Algemeen manager: Ralph Denk
Ploegleiders: Enrico Poitschke, Alex Sans Vega, Christian Pömer, André Schulze
Fietsmerk: Fuji
Kopman: Leopold König

## Ploeg

### Renners

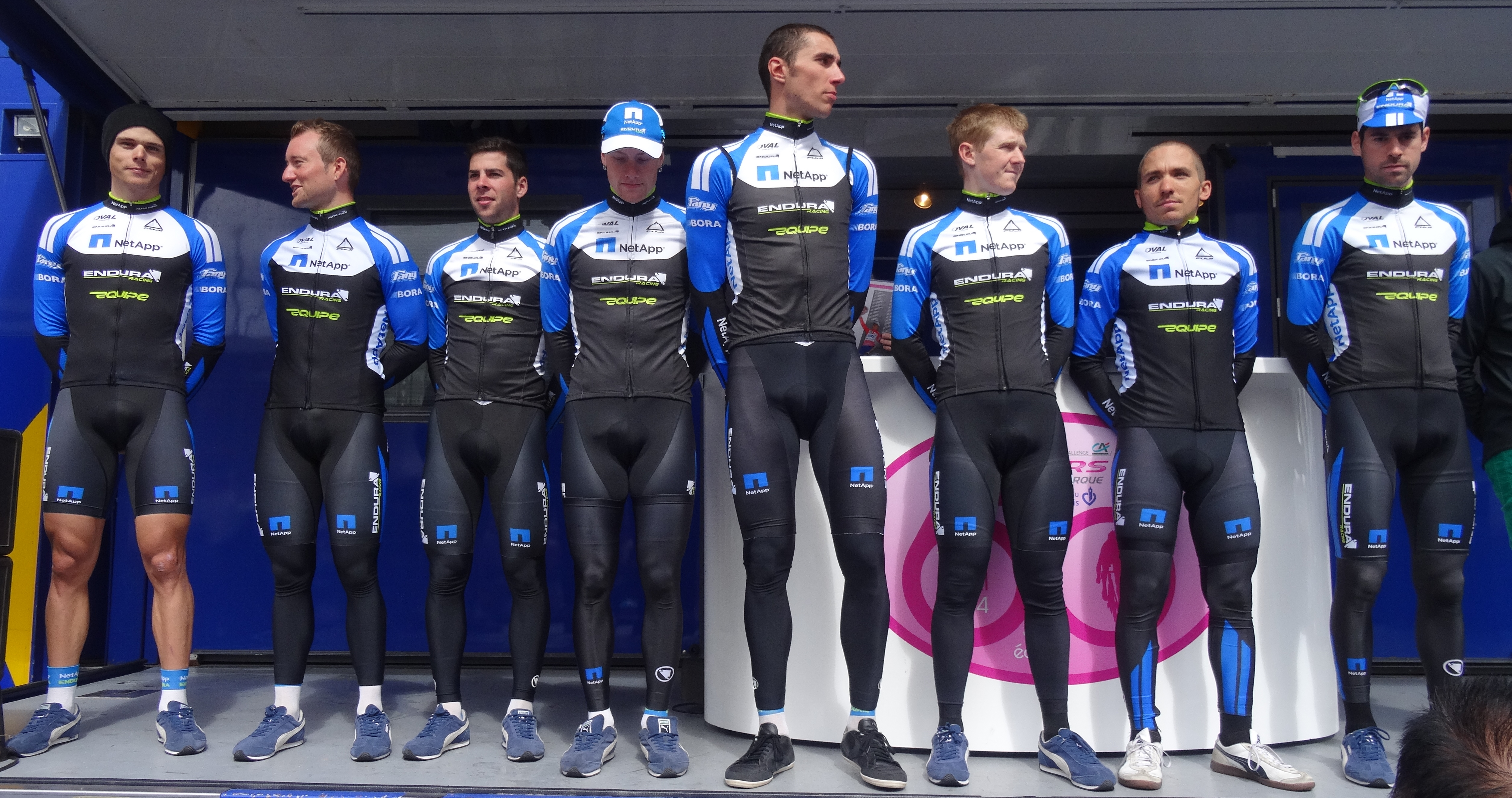

| Naam                | Geboortedatum     | Nationaliteit       | Ploeg 2013            |
| ------------------- | ----------------- | ------------------- | --------------------- |
| Jan Barta           | 07 december 1984  | Tsjechië            |                       |
| Cesare Benedetti    | 03 augustus 1987  | Italië              |                       |
| Sam Bennett         | 16 oktober 1990   | Ierland             | An Post-Chainreaction |
| Iker Camaño         | 14 maart 1979     | Spanje              |                       |
| David de la Cruz    | 06 mei 1989       | Spanje              |                       |
| Zakkari Dempster    | 27 september 1987 | Australië           |                       |
| Bartosz Huzarski    | 27 oktober 1980   | Polen               |                       |
| Blaz Jarc           | 17 juli 1988      | Slovenië            |                       |
| Leopold König       | 15 november 1987  | Tsjechië            |                       |
| Tiago Machado       | 18 oktober 1985   | Portugal            | RadioShack-Leopard    |
| Ralf Matzka         | 24 augustus 1989  | Duitsland           |                       |
| Jonathan McEvoy     | 2 augustus 1989   | Verenigd Koninkrijk |                       |
| José Mendes         | 24 april 1985     | Portugal            |                       |
| František Padour    | 19 januari 1988   | Tsjechië            | Bauknecht-Author      |
| Erick Rowsell       | 29 juli 1990      | Verenigd Koninkrijk |                       |
| Andreas Schillinger | 13 juli 1983      | Duitsland           |                       |
| Daniel Schorn       | 21 oktober 1988   | Oostenrijk          |                       |
| Michael Schwarzmann | 07 januari 1991   | Duitsland           |                       |
| Scott Thwaites      | 12 februari 1990  | Verenigd Koninkrijk |                       |
| Paul Voss           | 26 maart 1986     | Duitsland           |                       |

### Vertrokken
| Renner               | Team 2014              |
| -------------------- | ---------------------- |
| Russell Downing      | NFTO Pro Cycling       |
| Alexander Wetterhall | FireFighters Upsala CK |
| Markus Eichler       | Team Stölting          |
| Roger Kluge          | IAM Cycling            |

## Overwinningen
Bay Cycling Classic
1e etappe: Zakkari Dempster
Clásica de Almería
Winnaar: Sam Bennett
Ronde van Keulen
Winnaar: Sam Bennett
Ronde van Beieren
5e etappe: Sam Bennett
Ronde van Slovenië
Eindklassement: Tiago Machado
2010 · 2011 · 2012 · 2013 · 2014 · 2015 · 2016 · 2017 · 2018 · 2019 · 2020 · 2021 · 2022 · 2023 · 2024 · 2025